# Paria (1916)
Paria är en norsk stumfilm från 1916. Filmen regisserades av Peter Lykke-Seest och skrev också manus. Den är troligtvis också den första filmen att producerades av bolaget Christiania Film Co. A/S. Filmen har av okänd anledning aldrig blivit censurerad och har därmed aldrig visats offentligt.

## Rollista
- Robert Sperati – Carsten, redare
- Randi Haanshus – Alice, Carstens datter
- Reidar Kaas – Berner, doktor
- Henning Eriksen – Riego
- Hildur Øverland – Zaima